# Australopithecus anamensis
Australopithecus anamensis (eller Praeanthropus anamensis) är en utdöd art av förmänniska som levde för cirka fyra miljoner år sedan. Nästan hundra fossiler är kända från Kenya och Etiopien, från över 20 olika individer. Det är enligt forskare troligt att A. anamensis var förfäder till A. afarensis och fortsatte utvecklingen av den släktlinjen.
Fossilfynd gör det troligt att Australopithecus anamensis var den tidigaste hominida arten i området runt  Turkana bäckenet. Eftersom det inte finns tillräckligt många fossil av olika arter där fossilen säkert kan knytas till särskilda arter kan forskare inte säkert särskilja många av de tidiga hominiderna.

## Upptäckten
Det första fossiliserade exemplaret av arten, var ett fragment av humerus (överarmsbenet) funnet i  Pliocen-lager i Kanapoi-regionen i västra Lake Turkana av ett forskningsteam från Harvard University 1965. Exemplaret fördes tillfälligt till samma tidsålder som Australopithecus och daterades till att vara ungefär fyra miljoner år gammalt. En metod för att avgöra åldern på fossilerna från Kanapoi bestod av jämförelser mellan fossil av olika arter ( engelska faunal correlation), vilket gav ett möjligt tidsspann på en ålder mellan 4,0 och 4,5 miljoner år. Lite ytterligare information kom fram 1987, då den kanadensiske arkeologen Allan Morton vid  Harvard University's Koobi Fora Field School upptäckte ett fragment av ett fossil som stack ut från en delvis eroderad sida av en kulle öst om Allia Bay, nära Lake Turkana, Kenya.
1994 grävde paleoantropologen Meave Leakey och arkeologen Alan Walker ut fyndplatsen vid Allia Bay och upptäckte flera fragment av hominiden, inklusive en komplett underkäke som var mycket lik schimpansens underkäke (Pan troglodytes) men vars tänder var mer människolika. Baserat på begränsade bevis från annat än skalldelar verkar A. anamensis oftast ha varit upprättgående, fast den hade bevarat några primitiva drag på de övre lemmarna.
1995 noterade Meave Leakey och hennes kollegor skillnaderna mellan Australopithecus afarensis och de nya fynden, och bedömde att fossiln kom från en ny art, A. anamensis, namnet bildat från Turkana-språkets ord anam, som betyder sjö. Leakey menade att arten Anamensis var en egen art avgränsad från många andra arter. Den representerade inte bara en mellanart.
Utgrävningarna hade inte hittat några höftben, fötter eller underben, men Meave Leakey menade att Australopithecus anamensis ofta klättrade i träd. Anpassningar till att klättra i träd syns ofta i den övre extremiteten. Anpassning till ett liv i träden var ett beteende hos tidiga hominider och troligen också för de första Homo-arterna som framträdde för ungefär 2,5 miljoner år sedan. Individen OH 62 (Olduvai hominid 62, ett homo habilis fossil) hade tydliga anpassningar till trädklättring. A. anamensis delar också många drag med Australopithecus afarensis och kan mycket väl vara dess direkta föregångare. 
Fossilerna, har bedömts komma från totalt tjugoen individer, och omfattar över- och underkäkar, kraniefragment, och de övre och nedre delarna av ett skrenben (tibia). Dessutom har det tidigare nämnda fragmentet av en humerus som hittades i Kanapoi nu också tillförts denna art.
2006 presenterades ett nytt fynd av A. anamensis, vilket utökade A. anamensis spridningsområde in i nordöstra Etiopien. Mer precist handlar det om en fyndplats, kallad Asa Issie, där det hittats 30 stycken fossil av Australopithecus fossiler. Dessa nya fossiler, som kommer från ett skogsområde, omfattar den största hominida hörntanden till dags dato och det äldsta upphittade femurbenet från en art av Australopithecus. Fyndet kom från ett området som kallas Middle Awash, där man gjort flera andra fynd under 2000-talet av Australopithecus och bara 9,7 kilometer från platsen där Ardipithecus ramidus, den yngsta arten av släktet Ardipithecus upptäcktes. 
Ardipithecus var en mer primitiv hominid, och anses ligga strax under Australopithecus på det evolutionära trädet. A. anamensis-fyndet  i Etiopien har daterats att vara ungefär 4,2 miljoner år gamla. Ramidus-fyndet daterats till 4,4 miljoner år och är bara 200 000 år äldre. Fynden fyller en lucka i tidslinjen för hominidernas utveckling innan släktet Australopithecus-utvecklades bland hominiderna.